# Vojtěch Mynář

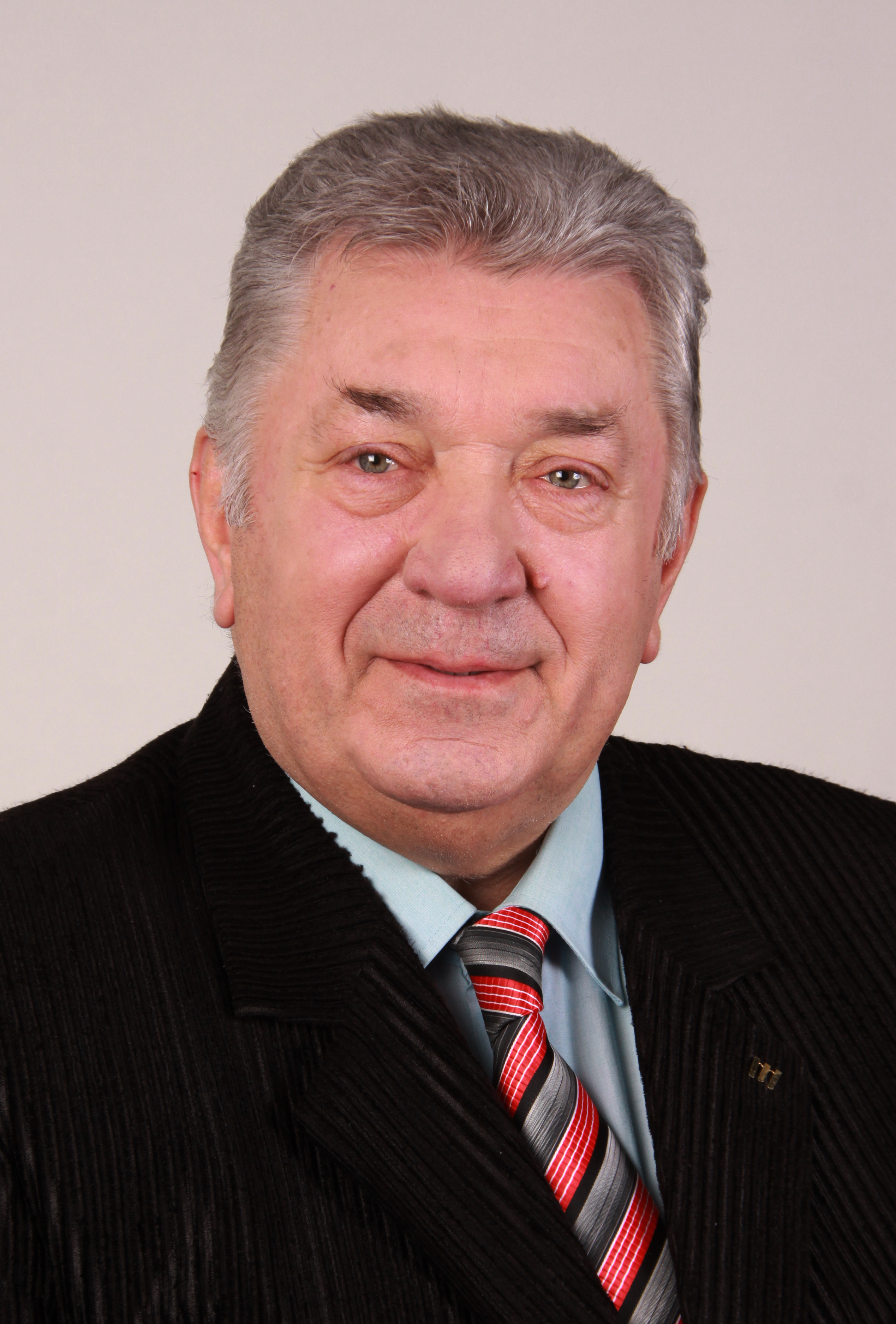
Vojtěch Mynář (2014)

Vojtěch Mynář (* 4. Mai 1944 in Petřvald; † 11. Juli 2018) war ein tschechischer Politiker der Česká strana sociálně demokratická.

## Leben
Mynář studierte Wirtschaftswissenschaften. Er rückte am 23. Juli 2012  für Jiří Havel in das Europäische Parlament nach und blieb bis Juni 2014 Abgeordneter.